# Вене, Филипп
Филипп Вене́ (фр. Philippe Venet), 23 мая 1929, Лион, Франция — 22 февраля 2021, Париж, Франция) — французский модельер, основатель дома высокой моды Philippe Venet (1962).

## Биография
Филипп Вене родился в 1929 году в Лионе, шелковой столице Франции. Когда ему было 14 лет, он стал работать учеником у местного портного. В 1951 году, после службы в армии он переехал в Париж, где начал работать закройщиком в доме моды Эльзы Скиапарелли.
В Schiaparelli Филипп встретился с Юбером де Живанши. В 1952 году Живанши открыл собственный дом высокой моды, и через год Филипп перешёл на работу к нему. 
Вене трудился вместе с другом в Givenchy почти десять лет, а в 1962 году он открыл собственный дом моды на улице Франциска I. Первая коллекция имела успех и была полностью раскуплена. Вене стал расширять ассортимент и вскоре вышел на международный рынок. Дважды в месяц он летал в США, где среди его клиенток были меценатка Элен Дэвид-Вейль, актриса Жаклин Делюбак и общественные деятели Мика Эртеган, Джейн Райтсман и Марина Келлен Френч. 
В январе 1985 года Филипп Вене был удостоен награды «Золотой напёрсток».
Филипп Вене скончался в Нёйи-сюр-Сен в Американском госпитале Парижа 22 февраля 2021 года в возрасте 91 года.

## Личная жизнь
Филипп Вене был связан личными отношениями с Юбером де Живанши вплоть до смерти последнего в 2018 году.